# Anthophorula rufiventris
Anthophorula rufiventris är en biart som först beskrevs av Timberlake 1947.  Anthophorula rufiventris ingår i släktet Anthophorula och familjen långtungebin. Inga underarter finns listade i Catalogue of Life.